# Autobahndreieck Darmstadt/Griesheim
Das Autobahndreieck Darmstadt/Griesheim ist ein Autobahndreieck im Rhein-Main-Gebiet und wird täglich von etwa 98.000 Fahrzeugen durchfahren. Es ist ein auf dem Stadtgebiet von Griesheim westlich von Darmstadt gelegenes Kreuzungsbauwerk der A 67 mit der A 672.

## Verkehrsaufkommen
| Von                    | Nach                     | Durchschnittliche tägliche Verkehrsstärke | Durchschnittliche tägliche Verkehrsstärke | Durchschnittliche tägliche Verkehrsstärke | Anteil Schwerlastverkehr | Anteil Schwerlastverkehr | Anteil Schwerlastverkehr |
| Von                    | Nach                     | 2005                                      | 2010                                      | 2015                                      | 2005                     | 2010                     | 2015                     |
| ---------------------- | ------------------------ | ----------------------------------------- | ----------------------------------------- | ----------------------------------------- | ------------------------ | ------------------------ | ------------------------ |
| AS Büttelborn (A 67)   | AD Darmstadt/Griesheim   | 50.000                                    | 56.300                                    | 60.400                                    | 08,3 %                   | 10,1 %                   | 9,7 %                    |
| AD Darmstadt/Griesheim | Darmstädter Kreuz (A 67) | 44.300                                    | 41.900                                    | 48.800                                    | 11,1 %                   | 12,1 %                   | 9,8 %                    |
| AD Darmstadt/Griesheim | AD Darmstadt (A 672)     | 22.400                                    | 21.200                                    | 23.200                                    | 05,5 %                   | 04,0 %                   | 3,6 %                    |